# الصبايح أولاد طالب (المجاطية أولاد الطالب)
الصبايح أولاد طالب هي إحدى مشيخات المملكة المغربية، تتبع جغرافيا لإقليم مديونة وإداريًا لالمجاطية أولاد الطالب. يقدر عدد سكانها بـ 3942 نسمة حسب الإحصاء الرسمي للسكان والسكنى لسنة 2004.